# Ковзаючі небом
Ковзаючі небом; Скайранери — американсько-канадійський науково-фантастичний бойовик, прем'єра якого відбулася на «Disney XD» 27 листопада 2009 року. Це був перший оригінальний фільм, прем'єра якого відбулася в мережі. Зйомки фільму проходили в Новій Зеландії на «Studio West» у Західному Окленді

## Про фільм
Чотирнадцятирічний Тайлер має дотичність з іншопланетним кораблем, який робить його старшим, і незбагненним чином перетворює на «Небесного бігуна» з небаченими можливостями.
Це перевертає його шкільне життя з ніг на голову та може допомогти в любовному житті трохи неосвіченого старшого брата. 
Після того, як його викрадають істоти, які мають намір захопити Землю, він повинен покладатися на свого невмілого, закоханого та недорікуватого брата, щоб врятувати його.
Після переможних подій принаймні четверо інопланетян вижили та планують наступний напад на людство.

## Знімались
| Актор               | Роль          |
| ------------------- | ------------- |
| Келлі Блатц         | Нік Барнс     |
| Джої Полларі        | Тайлер Барнс  |
| Лінда Кеш           | Робін Барнс   |
| Конрад Коутс        | Армстронг     |
| Жаклін МакІннес Вуд | Джулія        |
| Нейтан Стефенсон    | Деріл         |
| Керрі Лей Фатт      | Торі          |
| Айша Ді             | Кейті         |
| Ешлі Джонс          | Т-Рекс        |
| Ендрю Грейнджер     | Дадді         |
| Шейн Рангі          | інопланетянин |